# 安杰洛·索尔马尼
安杰洛·索尔马尼（義大利語：Angelo Sormani，1939年7月3日—），意大利男子足球运动员，场上位置是前锋。他曾代表意大利国家队参加1962年国际足联世界杯，结果获得第九名。